# Confederación de Unificación Sindical
La Confederación de Unificación Sindical (CUS) es una central sindical en Nicaragua. Fue fundada en 1964 como el Consejo Sindical de Nicaragua (CSN).
Los reportes de la ICTUR informan que después de la Revolución Sandinista la CUS rápidamente disminuyó, como resultado de su involucramiento con el gobierno.
La CUS está afiliada a la Confederación Sindical Internacional.